# Mirosław Sajewicz
Mirosław Sajewicz (ur. 24 kwietnia 1956 w Przemyślu, zm. 29 stycznia 2016 w Dusznikach-Zdroju) – polski piłkarz.
Bronił barw następujących klubów: Pogoń Duszniki-Zdrój, Ślęza Wrocław, Odra Wrocław, Włókniarz Pabianice, Widzew Łódź, Motor Lublin, Radomiak Radom, Stal Mielec, GKS Bełchatów, Metalowiec Łódź, Polonia Kępno, Start Łódź oraz fińskich OTP Oulu i Mikkelin Palloilijat.
Grając w łódzkim Widzewie dwukrotnie zdobył tytuł mistrza Polski. 
Po zakończeniu kariery mieszkał w Dusznikach-Zdroju. Współtworzył zespół oldbojów Widzewa oraz jako pierwszy otworzył sklep z gadżetami dla kibiców łódzkiego klubu.
2 lutego 2016 został pochowany na cmentarzu w Dusznikach-Zdroju.